# Nejzazší výspa
Nejzazší výspa (v anglickém originále The Last Outpost) je jedna z epizod první sezóny seriálu Star Trek: Nová generace, která byla v České republice při své premiéře odvysílána jako sedmá v pořadí, zatímco ve Spojených státech jako pátá.

## Příběh
USS Enterprise D pronásleduje loď Ferengů, kteří z federační základny ukradli drahé zařízení. Toto setkání s Ferengy je přitom první, i když jsou Ferengové Federaci již známi. Když obě lodě dorazí k pusté planetě Gamma Tauri IV, jsou zastaveny nějakou neznámou energií. Na Enterprise dochází k rychlému úbytku energie, neznámá síla si prohlíží veškerá data v lodní databázi. Posádka nejprve myslí, že touto energií disponuje Ferengská loď, ale po rozhovoru s posádkou Ferengů je zřejmé, že i jejich loď má obdobné problémy. Picard tedy nařídí zjistit všechny dostupné informace o planetě Gamma Tauri IV. Dat vyhledá v databázi, že planeta kdysi bývala základnou říše Tkonů, která již ale zanikla před mnoha tisíci lety.
Je zřejmé, že záhadná energie vychází právě z planety. Picard se pokusí získat Ferengy ke spolupráci na prozkoumání povrchu planety, Ferengové ale ze všeho obviňují právě posádku Enterprise. Záhadná energie začala působit na systémy podpory života obou lodí. Picard vyšle výsadek, kterému velí Riker. Energetické pole planety ovlivňuje transportér, a tak se všichni transportují dolů odděleně a chvíli trvá, než se setkají. Na výsadek po chvíli zaútočí Ferengové a pomocí energetických bičů se jim podaří členy výsadku omráčit. Tasha ale všechny brzy osvobodí. Na Enterprise dále působí vliv z planety, rychle klesá teplota a vzduch přestává být dýchatelný.
Výsadku se dole zjeví tvář, která se představí jako Portál, strážce Tkonského impéria. Brzy se před nimi objeví postava starého strážce, který zjevně netuší, že říše Tkonů dávno zanikla. Strážce se obou skupin ptá, zda říši hledají. Ferengové se ho pokoušejí přesvědčit, že výsadek z Enterprise představuje rasu s nepřátelskými úmysly.
Strážce zaútočí na Rikera svou holí, ale Riker neuhne, ani když se hůl zastaví před jeho tváří. Na strážcův útok odpoví jen slovy, že pouze strach je skutečným nepřítelem každého. Poté je strážce již přesvědčen, že lidstvo je dostatečně vyspělá rasa a osvobodí Enterprise z energetického pole. Riker přemluví strážce, aby propustil také loď Ferengů a oba výsadky se pak vrací na své lodě. Ferengové nakonec vracejí ukradené zařízení.